# Waipu (Taizhong)
Waipu (chiń. upr. 外埔 区; chiń. trad. 外埔區; pinyin Wàibù qū; Wade-Giles Wai-p’u ch’ü) – dzielnica (chiń. 區, qū) w rejonie nadmorskim miasta wydzielonego Taizhong na Tajwanie. 
23 czerwca 2009 komitet przy Ministrze Spraw Wewnętrznych Republiki Chińskiej zarekomendował scalenie dotychczasowego powiatu Taizhong (chiń. trad. 臺中縣; pinyin Táizhōng xiàn) i miasta Taizhong (chiń. trad. 臺中市; pinyin Táizhōng xiàn) w miasto wydzielone (chiń. 直轄市, zhíxiáshì); wszystkie gminy wiejskie (chiń. 鄉, xiāng), jak Waipu, miejskie oraz miasta wchodzące w skład powiatu zostały przekształcone w dzielnice (chiń. 區, qū). Ustawa weszła w życie 25 grudnia 2010 roku.
Populacja dzielnicy Waipu w 2016 roku liczyła 32 034 mieszkańców – 15 586 kobiet i 16 448 mężczyzn. Liczba gospodarstw domowych wynosiła 9616, co oznacza, że w jednym gospodarstwie zamieszkiwało średnio 3,33 osób.

## Demografia (2011–2016)
| Rok  | Liczba ludności | Gęstość zaludnienia | Kobiety | Mężczyźni | Gospodarstwa domowe |
| ---- | --------------- | ------------------- | ------- | --------- | ------------------- |
| 2011 | 32 005          | 754                 | 15 552  | 16 453    | 8976                |
| 2012 | 31 797          | 749                 | 15 436  | 16 361    | 9058                |
| 2013 | 31 845          | 750                 | 15 465  | 16 380    | 9219                |
| 2014 | 31 800          | 749                 | 15 451  | 16 349    | 9291                |
| 2015 | 31 899          | 752                 | 15 524  | 16 375    | 9414                |
| 2016 | 32 034          | 755                 | 15 586  | 16 448    | 9616                |